# RunUO
RunUO é o nome para um famoso emulador do jogo Ultima Online, muito usado em free shards. O projeto RunUO foi fundado em agosto de 2002 por Krrios e Ryan. Há uma grande comunidade de usuários e programadores que colaboram todos os dias no desenvolvimento deste projeto. O emulador usa scripts (código) escritos em C# compilados pelo programa principal, adicionando novas funcionalidades, items e criaturas ao jogo.